# こども保険
こども保険（こどもほけん）は、自由民主党の若手議員が2017年（平成29年）3月29日、「2020年以降の経済財政構想小委員会」において保育・幼児教育の無償化するためにまとめた提言である。

## 概要
自民党の若手議員らで構成される「2020年以降の経済財政構想小委員会」は、保育・幼児教育の財源確保策として社会保険料を上乗せする形の「こども保険」創設案を発表した。将来世代からの借金となる国債発行を回避できると提言されている。導入時に年間約3,400億円、最終的に約1兆7,000億円の捻出が見込まれている。同案は、社会保険料率を0.1％上乗せすることで3,400億円を確保できると試算している。未就学児に１人当たり月額5,000円を支給し、子育て世帯の負担軽減を目指している。将来的には上乗せ分を0.5％に引き上げて1兆7,000億円を確保。助成を月2万5,000円程度に拡大することで、保育・幼児教育を実質無償化すると提言ではまとめられている。